# فرد واشنطن
فرد واشنطن (بالإنجليزية: Fred Washington)‏ هو لاعب كرة قدم أمريكية أمريكي، ولد في 11 يوليو 1967 في دنيسون في الولايات المتحدة، وتوفي في 21 ديسمبر 1990.

## وصلات خارجية
- فرد واشنطن على موقع مرجع كرة القدم المحترفة.كوم (الإنجليزية)